# Cristina Butucea
Cristina Butucea é uma matemática e estatística francesa, atualmente professora e pesquisadora da École nationale de la statistique et de l'administration économique do Institut Polytechnique de Paris, conhecida por seu trabalho em estatística não-paramétrica.
Butucea completou seu doutorado na Universidade de Paris VI, que nos dias de hoje integra a Universidade Sorbonne, na França. Sua dissertação, intitulada Estimation non-paramétrique adaptative de la densité de probabilité, foi orientada pelo matemático russo Alexandre Tsybakov.  Durante dois anos realizou pós-doutorado na Universidade de Berlim, na Alemanha.
Antes de entrar para o quadro de pesquisadores permanentes da ENSAE Paris em 2016, Butucea também foi professora da Universidade de Paris X por oito anos. Em 2019, ela foi escolhida para se tornar fellow do Institute of Mathematical Statistics "por suas contribuições profundas e originais à estatística não-paramétrica, problemas inversos e estatística quântica". 